# Copa Mercosur
Die Copa Mercosur (pt.: Copa Mercosul) war ein Vereinsfußballwettbewerb, der in den Jahren 1998 bis 2001 vom südamerikanischen Kontinentalverband CONMEBOL ausgetragen wurde. Thema des Wettbewerbes war die Mitgliedschaft der Heimatländer der Teilnehmervereine beim Handelspakt Mercosur. rsssf.org merkt an, dass der Wettbewerb wohl hauptsächlich die Fernseheinnahmen diverser südamerikanischer Spitzenvereine mehren sollte. Wenngleich es keinen Handelspakt Merconorte gab, wurde für die Vereine des nördlichen Südamerika, später bis zu Mittel- und Nordamerika übergreifend, parallel zur Copa Mercosur die Copa Merconorte ausgetragen.
Nachfolger des nie sonderlich populären Wettbewerbes sollte die Copa Panamericana werden, deren Erstaustragung von 2002 auf 2003 verschoben wurde. Letztlich wurde diese jedoch durch die Copa Sudamericana ersetzt.

## Modus
Teilnehmer aus Argentinien, Brasilien, Chile, Paraguay und Uruguay werden in fünf Vierer-Gruppen aufgeteilt. Im Ligamodus treten die Vereine in Heim- und Auswärtsspielen gegeneinander an und ermitteln die Viertelfinalisten. Die fünf Gruppensieger und die drei besten Zweiten qualifizieren sich. Im Pokalmodus mit Hin- und Rückspiel wird fortan der Turniersieger ermittelt.
Bei den Finales zählte Tordifferenz nicht, sondern es wurde ein Entscheidungsspiel auf dem Platz des Vereines abgehalten, der zuletzt Heimrecht hatte. Bei der letzten Ausspielung wurde darauf verzichtet und die Entscheidung per Elfmeterschießen herbeigeführt.

## Die Endspiele und Sieger
| Jahr | Sieger                    | Ergebnisse           | Finalist                |
| ---- | ------------------------- | -------------------- | ----------------------- |
| 1998 | Palmeiras São Paulo       | 1:2 / 3:1 / 1:0      | Cruzeiro Belo Horizonte |
| 1999 | Flamengo Rio de Janeiro   | 4:3 / 3:3            | Palmeiras São Paulo     |
| 2000 | CR Vasco da Gama          | 2:0 / 0:1 / 4:3      | Palmeiras São Paulo     |
| 2001 | CA San Lorenzo de Almagro | 0:0 / 1:1, 4:3 i. E. | Flamengo Rio de Janeiro |